# يوكي (إيباراكي)
يوكي (باليابانية: 結城市 يوكي-شي) هي مدينة تقع في محافظة إيباراكي، اليابان. تأسست المدينة في 22 مارس 2005.

## أعلام
- ماساكي كاشيوارا

## وصلات خارجية
- موقع بلدية يوكي